# Boehmeria sieboldiana
Boehmeria sieboldiana là loài thực vật có hoa trong họ Tầm ma. Loài này được Blume mô tả khoa học đầu tiên năm 1857.